# マウロ・サラテ
マウロ・マティアス・サラテ・リーガ（Mauro Matias Zarate Riga, 1987年3月18日 - ）は、アルゼンチン・ブエノスアイレス出身のサッカー選手。ポジションはフォワード。

## クラブ歴

### キャリア初期
母国アルゼンチンのCAベレス・サルスフィエルドの下部組織で育ち、17歳の時にトップチーム昇格。2004年4月21日のアルセナルFC戦でデビュー。2006年前期リーグでは19試合12得点でロドリゴ・パラシオと共に得点王に輝いた。
2007年6月18日、カタール・リーグのアル・サッドへ2年契約で移籍。FIFA U-20ワールドカップで9番を背負った優勝メンバーが、欧州やメキシコではなくカタール行きを決めたことに、アルゼンチンでは懐疑的な声が相次いだ。わずか6試合に出場した後の2008年1月、プレミアリーグ・バーミンガム・シティFCへレンタル移籍した。

### バーミンガム
2008年1月29日のサンダーランドAFC戦でデビュー。3月22日のレディングFC戦で初ゴールを決めた。シーズン終了後にバーミンガムは2部に降格。レンタル期間終了に伴いサラテも新天地を求めた。

### ラツィオ
2008年7月5日、セリエA・SSラツィオへ完全移籍オプション付きのレンタル移籍を果たす。8月31日のカリアリ・カルチョとの開幕戦でデビューし、2得点を挙げる活躍を見せる。5月13日に行われたコッパ・イタリア決勝ではUCサンプドリア相手にゴールを奪い、チームの優勝に貢献した。シーズン終了後、移籍金2000万ユーロでラツィオに完全移籍した。

### インテル
2011年8月31日、買い取りオプション付きのレンタル移籍でインテルナツィオナーレ・ミラノに入団した。ここではリーグ戦22試合出場でわずか2ゴールと結果を残せなかった。インテルが買い取りオプションを行使しなかったため、シーズン終了後ラツィオへ復帰した。

### ラツィオ復帰
ラツィオ復帰後は出場機会はほとんどなく、2013年1月にウクライナ・プレミアリーグのFCディナモ・キーウへの移籍が確実視されたが、破綻となり、自身のTwitterでクラウディオ・ロティート会長を批判した。

### ウェストハム
2014年5月28日、ウェストハム・ユナイテッドFCに移籍し、6年ぶりにプレミアリーグに復帰した。

### QPR
2015年1月6日、クイーンズ・パーク・レンジャーズFCへレンタル移籍した。

### フィオレンティーナ
2016年1月21日、ACFフィオレンティーナに移籍した。

### ワトフォード
2017年1月25日、ワトフォードFCと2年半の契約を結びプレミアリーグに復帰した。加入後はスタメンに名を連ね続けたが、2月25日に行われたウェストハム戦において前半終了間際に膝を負傷。痛みによって意識を失い酸素マスクを装着し搬送された。その後自身のInstagramで前十字靭帯断裂の診断を受けたことを明かした。
翌シーズンには復帰を果たすもマルコ・シルヴァ新監督の下では出場機会を得られず、10月2日にアラビアン・ガルフ・リーグのアル・ナスルへのシーズンローンが決定した。翌年1月にワトフォードが呼び戻せるオプションが付帯している。

### ボカ・ジュニアーズ
2018年7月6日、ボカ・ジュニアーズに移籍した。

### アメリカ・ミネイロ
2021年8月30日、アメリカ・ミネイロに移籍した。

## 代表歴
代表としてはU-20アルゼンチン代表として2007 FIFA U-20ワールドカップに出場し優勝した経験があるが、A代表からの招集はない。母がカラブリア州カタンザーロ県出身でイタリア国籍も有しているため、イタリア代表入りを望む声もあったが、本人はアルゼンチン代表入りを目指していた。
しかし、アルゼンチン代表にはリオネル・メッシやセルヒオ・アグエロ等の優秀なFWがいたため一度も招集されず、2014年10月に祖父の祖国であるチリ代表でプレーすることを決意した。

## 人物
ブエノスアイレスの裕福なサッカー一家で育つ。祖父のフベナルはチリ代表としてプレー、父のセルジオはCAインデペンディエンテやアンコーナ・カルチョでプレーした元プロサッカー選手。また、サラテ自身を含め、5人いる兄弟のうち4人がサッカー選手である。9歳上の兄ロランド・サラテは現在CAウラカンに所属。17歳上の兄セルヒオ・サラテもCAベレス・サルスフィエルドなどでプレーし2003年に引退、現在はサラテの代理人を務めている。
メトロセクシャルであることをカミングアウトしている。フェイス用のクリームやボディークリームをいくつも使っており、コロンもTPOに応じて使い分けている。また、全身のむだ毛処理にも余念がないという。

## タイトル

### クラブ
ベレス
- プリメーラ・ディビシオン : 2004-05C

ラツィオ
- コッパ・イタリア : 2008-09, 2012-13
- スーペルコッパ・イタリアーナ : 2009

ボカ・ジュニアーズ
- プリメーラ・ディビシオン : 2019-20
- コパ・アルヘンティーナ : 2019-20
- スーペルコパ・アルヘンティーナ : 2018

### 代表
アルゼンチン U-20
- FIFA U-20ワールドカップ : 2007

### 個人
- プリメーラ・ディビシオン得点王 : 2006-07C, 2013-14F

## 個人成績
| クラブ             | シーズン | リーグ         | 背番号 | リーグ戦 | リーグ戦 | カップ戦 | カップ戦 | 欧州カップ戦 | 欧州カップ戦 | 合計 | 合計 |
| クラブ             | シーズン | リーグ         | 背番号 | 試合     | 得点     | 試合     | 得点     | 試合         | 得点         | 試合 | 得点 |
| ------------------ | -------- | -------------- | ------ | -------- | -------- | -------- | -------- | ------------ | ------------ | ---- | ---- |
| ベレス             | 2003-04  | プリメーラ     | -      | 5        | 1        | 0        | 0        | 0            | 0            | 5    | 1    |
| ベレス             | 2004-05  | プリメーラ     | -      | 14       | 2        | 0        | 0        | 0            | 0            | 14   | 2    |
| ベレス             | 2005-06  | プリメーラ     | -      | 24       | 3        | 0        | 0        | 12           | 3            | 36   | 6    |
| ベレス             | 2006-07  | プリメーラ     | 9      | 32       | 16       | 0        | 0        | 12           | 3            | 44   | 19   |
| ベレス             | 合計     | 合計           | 合計   | 75       | 22       | 0        | 0        | 24           | 6            | 99   | 29   |
| アル・サッド       | 2007-08  | スターズリーグ | -      | 6        | 4        | 0        | 0        | 0            | 0            | 6    | 4    |
| アル・サッド       | 合計     | 合計           | 合計   | 6        | 4        | 0        | 0        | 0            | 0            | 6    | 4    |
| バーミンガム       | 2007-08  | プレミア       | 19     | 14       | 4        | 0        | 0        | 0            | 0            | 14   | 4    |
| バーミンガム       | 合計     | 合計           | 合計   | 14       | 4        | 0        | 0        | 0            | 0            | 14   | 4    |
| ラツィオ           | 2008-09  | セリエA        | 10     | 36       | 13       | 5        | 3        | 0            | 0            | 41   | 16   |
| ラツィオ           | 2009-10  | セリエA        | 10     | 32       | 3        | 3        | 1        | 7            | 4            | 42   | 8    |
| ラツィオ           | 2010-11  | セリエA        | 10     | 35       | 9        | 1        | 0        | 0            | 0            | 36   | 9    |
| ラツィオ           | 合計     | 合計           | 合計   | 103      | 25       | 9        | 4        | 7            | 4            | 119  | 33   |
| インテル           | 2011-12  | セリエA        | 28     | 22       | 2        | 2        | 0        | 7            | 2            | 31   | 3    |
| インテル           | 合計     | 合計           | 合計   | 22       | 2        | 2        | 0        | 7            | 2            | 31   | 3    |
| ラツィオ           | 2012-13  | セリエA        |        | 1        | 0        | 0        | 0        | 4            | 0            | 5    | 0    |
| ラツィオ           | 合計     | 合計           | 合計   | 1        | 0        | 0        | 0        | 4            | 0            | 5    | 0    |
| ベレス             | 2013-14  | プリメーラ     |        | 35       | 18       | 1        | 0        | 7            | 2            | 43   | 20   |
| ベレス             | 合計     | 合計           | 合計   | 35       | 18       | 1        | 0        | 7            | 2            | 43   | 20   |
| ウェストハム       | 2014-15  | プレミア       | 10     | 7        | 2        | 1        | 0        | 0            | 0            | 8    | 2    |
| ウェストハム       | 合計     | 合計           | 合計   | 7        | 2        | 1        | 0        | 0            | 0            | 8    | 2    |
| QPR                | 2014-15  | プレミア       | 29     | 4        | 0        | 0        | 0        | 0            | 0            | 4    | 0    |
| QPR                | 合計     | 合計           | 合計   | 4        | 0        | 0        | 0        | 0            | 0            | 4    | 0    |
| ウェストハム       | 2015-16  | プレミア       | 10     | 15       | 3        | 2        | 1        | 4            | 1            | 21   | 5    |
| ウェストハム       | 合計     | 合計           | 合計   | 15       | 3        | 2        | 1        | 4            | 1            | 21   | 5    |
| フィオレンティーナ | 2015-16  | セリエA        | 7      | 13       | 3        | 0        | 0        | 2            | 0            | 15   | 3    |
| フィオレンティーナ | 合計     | 合計           | 合計   | 13       | 3        | 0        | 0        | 2            | 0            | 15   | 3    |
| 総合計             | 総合計   | 総合計         | 総合計 | 289      | 82       | 15       | 5        | 57           | 14           | 361  | 103  |

(2016年7月9日更新)